# パソコン太郎
パソコン太郎（パソコンたろう）は、日本のITコンサルタント、実業家。IT Supportパソコン太郎株式会社代表取締役。本名：大房剛樹。「パソコン太郎」をビジネスネームとして名乗っている。
他に、絵本作家。オンラインサロン運営など携わる。

## 経歴
栃木県宇都宮市出身。1997年（平成9年), 栃木県立宇都宮商業高等学校卒業後、2001年(平成13年)大原簿記専門学校大宮校税理士課程を修了。栃木県鹿沼市内の市立小学校・中学校の情報アドバイザー、株式会社鹿沼教材社勤務を経て、2011年11月にIT Supportパソコン太郎を個人事業主として創業。2015年1月にIT Supportパソコン太郎株式会社を法人化、代表取締役に就任。
2015年4月に絵本【ぱそこんたろうと いたずらいぬろうくん】を制作し絵本作家デビュー。以降【パソコン太郎の夢絵本シリーズ】、【パソコン太郎夢絵本・外伝 職育シリーズ】と【番外編】でシリーズ累計9冊の絵本を出版している（2023年2月現在）。環境省や堀江貴文とのコラボ企画の絵本もある。
2022年5月に宇都宮海星女子学院のIT顧問に就任。SNSの正しい使い方・危険性などを教えながら自らの発信や学校の良さを伝えていく活動を行っている。
2023年2月に堀江貴文と新レーベル「ホリエモン出版」を創設。ChatGPTを利用して第1作のビジネス本「夢を叶える力」を発刊した。本書はChatGPTの他にも、AIアートを利用したデザインを採用しており、AIのバージョンアップに伴いリマスタリングされていくビジネス本となっている。また、2023年3月5日に同レーベルより自著「パソコン太郎のアナログ術」を発刊した。

## 著書
絵本シリーズには、【パソコン太郎の夢絵本シリーズ】と【パソコン太郎夢絵本・外伝 職育シリーズ】の2つのシリーズと【番外編】がある。

### パソコン太郎夢絵本シリーズ
- ぱそこんたろうといたずらいぬろうくん ISBN 978-4990831301
- ぱそこんたろうとうそつきアンテナでんこちゃん ISBN 978-4990831318
- ぱそこんたろうときいてよ!おとのすけくん ISBN 978-4990831325

### パソコン太郎夢絵本・外伝 職育シリーズ
- くるませいびくんとモクモクぱそこんたろう ISBN 978-4990831332
- くるまちゅーこちゃんとみつけてぱそこんたろう ISBN 978-4990831349
- ひう島のホリエモンくんとひろめてぱそこんたろう[3] ISBN 978-4990831356
- まきまき王国のラッキングくんとグツグツぱそこんたろう ISBN 978-4990831363

### パソコン太郎夢絵本・番外編
- あつあつベリーちゃんとひえひえぱそこんたろう[4]
- ドゥイブス・サーチちゃんとしらべてぱそこんたろう

### ホリエモン出版
- パソコン太郎のアナログ術

## 出演
- CRT栃木放送「助けて!!パソコン太郎」毎週月曜日13：15～(Accent～アクセント～内)[5]